# Кадыров, Касым
Касы́м Кады́ров (кирг. Касым Кадыров; 20 февраля 1925, Ичке-Джергез, Киргизская автономная область — 1994, Каракол) — водитель Пржевальской грузовой автобазы министерства автомобильного транспорта и шоссейных дорог Киргизской ССР. Герой Социалистического Труда (1966). Депутат Верховного Совета СССР 8-го созыва.

## Биография
Родился в 1925 году в крестьянской семье в селе Ичке-Джергез (ныне — в Ак-Суйском районе Иссык-Кульской области).
После окончания курсов сельской механизации с 1943 года трудился трактористом в колхозе «Путь Ильича» Тюпского района.
С 1943 года по май 1950 года служил в рядах Советской Армии. В 1944 году составе батальона Касым Кадыров защищал «Дорогу жизни», проходящую через Ладожское море в районе Шлиссельбургской крепости.
С 1950 года — водитель Пржевальской грузовой базы. Член КПCC c 1955 года.
Досрочно выполнил производственные задания семилетки (1959—1965) по перевозке грузов. Указом Президиума Верховного Совета СССР от 5 октября 1966 года удостоен звания Героя Социалистического Труда с вручением ордена Ленина и золотой медали «Серп и Молот».
Избирался депутатом Верховного Совета Киргизской ССР 7-го созыва (1967), депутатом Совета Национальностей Верховного Совета СССР 8-го созыва (1970—1974).
Член ВЦСПС; делегат XV (1972), XVI (1977) и XVII (1982) съездов профсоюзов СССР.
После выхода на пенсию проживал в Пржевальске. Умер в 1994 году.

## Награды
- медаль «За боевые заслуги» (15.9.1944)[2]
- медаль «За победу над Германией в Великой Отечественной войне 1941—1945 гг.» (1945)[3]
- Герой Социалистического Труда (орден Ленина и медаль «Серп и Молот», 5.10.1966)
- орден Октябрьской революции (4.5.1971)
- орден Трудовой Славы II степени (2.4.1981) и III (22.4.1975) степеней
- орден Отечественной войны I степени (23.12.1985)[4].